# The Weak’s End
| Жанры = пост-хардкор
| Длительность = 40:55
| Лейбл = Tooth & Nail Records
| Продюсер = Эд Роуз
| Страна =  США
| Обзоры =* Allmusic  ссылка
- Jesus Freak Hideout

| Предыдущий = The Columbus EEP Thee
| Пред_год = 2002
| Год = 2005
| Следующий = The Question Pre-Sale Exclusive
| След_год = 2005
}}
The Weak’s End — дебютный альбом американской пост-хардкор группы Emery, выпущенный лейблом Tooth & Nail 15 января 2004 года с последующим ре-релизом 27 января того же года. Большинство доступных версий альбома являются именно переизданной версией, в ней были изменены названия 6 песен.

## Об альбоме
Альбом был записан без участия клавишника Джоша Хеда. Так получилось, что он присоединился только после записи альбома. После выхода альбома, группа решила организовать свой собственный тур, но когда они отправились, выяснилось, что все концерты были отменены, и в итоге группа без денег осталась жить в трейлере около пляжа, тратя на еду каждый день около 3 долларов.
Этот альбом группа записала на улице города Юдора.
В поддержку альбома был отсняты клипы «Walls» и «Disguising Mistakes With Goodbyes».

## Список композиций
1. «Walls» (3:23)
2. «The Ponytail Parades» (4:05)  название в оригинальном релизе — «Ponytails»
3. «Disguising Mistakes with Goodbyes» (3:20)  название в оригинальном релизе — «Disguising Mistakes»
4. «By All Accounts (Today Was a Disaster)» (4:06)  название в оригинальном релизе — «By All Accounts»
5. «Fractions» (5:14)
6. «The Note from Which a Chord Is Built» (2:28)  название в оригинальном релизе — «Intro Untitled»
7. «Bloodless» (4:22)
8. «Under Serious Attack» (3:47)  название в оригинальном релизе — «Attack»
9. «As Your Voice Fades» (4:02)  название в оригинальном релизе — «Voice Fades»
10. «The Secret» (5:56)

## Участники записи
Emery на момент записи альбома:
- Тоби Моррелл — вокал, гитара
- Дэвин Шелтон — вокал, гитара
- Мэтт Картер — гитара
- Джоэл «Чоппер» Грин — бас-гитара
- Джош Хэд — вокал, клавишные
- Дэйв Пауэлл — ударные, перкуссия
- Эд Роуз — продюсирование, запись
- Трой Глесснер — мастеринг
- ДжейЭр МакНили — микширование
- Зак Ходжес — дополнительное микширование
- Крис МакКэддон- фотографии